# Mobiler Flugfunkdienst über Satelliten

Prinzip des Mobilen Flugfunkdienstes über Satelliten

Der Mobile Flugfunkdienst über Satelliten (auch Beweglicher Flugfunkdienst über Satelliten; englisch aeronautical mobile-satellite service) ist entsprechend der Definition der Vollzugsordnung für den Funkdienst (VO Funk) der Internationalen Fernmeldeunion (ITU) ein Mobilfunkdienst über Satelliten, bei dem die mobilen Erdfunkstellen sich an Bord von Luftfahrzeugen befinden; Rettungsgerätfunkstellen und Funkbaken zur Kennzeichnung der Notposition dürfen ebenfalls an diesem Funkdienst teilnehmen.

## Einteilung
Die VO Funk kategorisiert diesen Funkdienst wie folgt:
Artikel 1.35 bis 1.37:
- Mobiler Flugfunkdienst über Satelliten
  - Mobiler Flugfunkdienst über Satelliten (OR), Flüge außerhalb ziviler Flugverkehrsrouten (off-route), meist militärische Flüge
  - Mobiler Flugfunkdienst über Satelliten (R), Flüge auf zivilen Flugverkehrsrouten (route)